# St. Ulrich (Pesenlern)

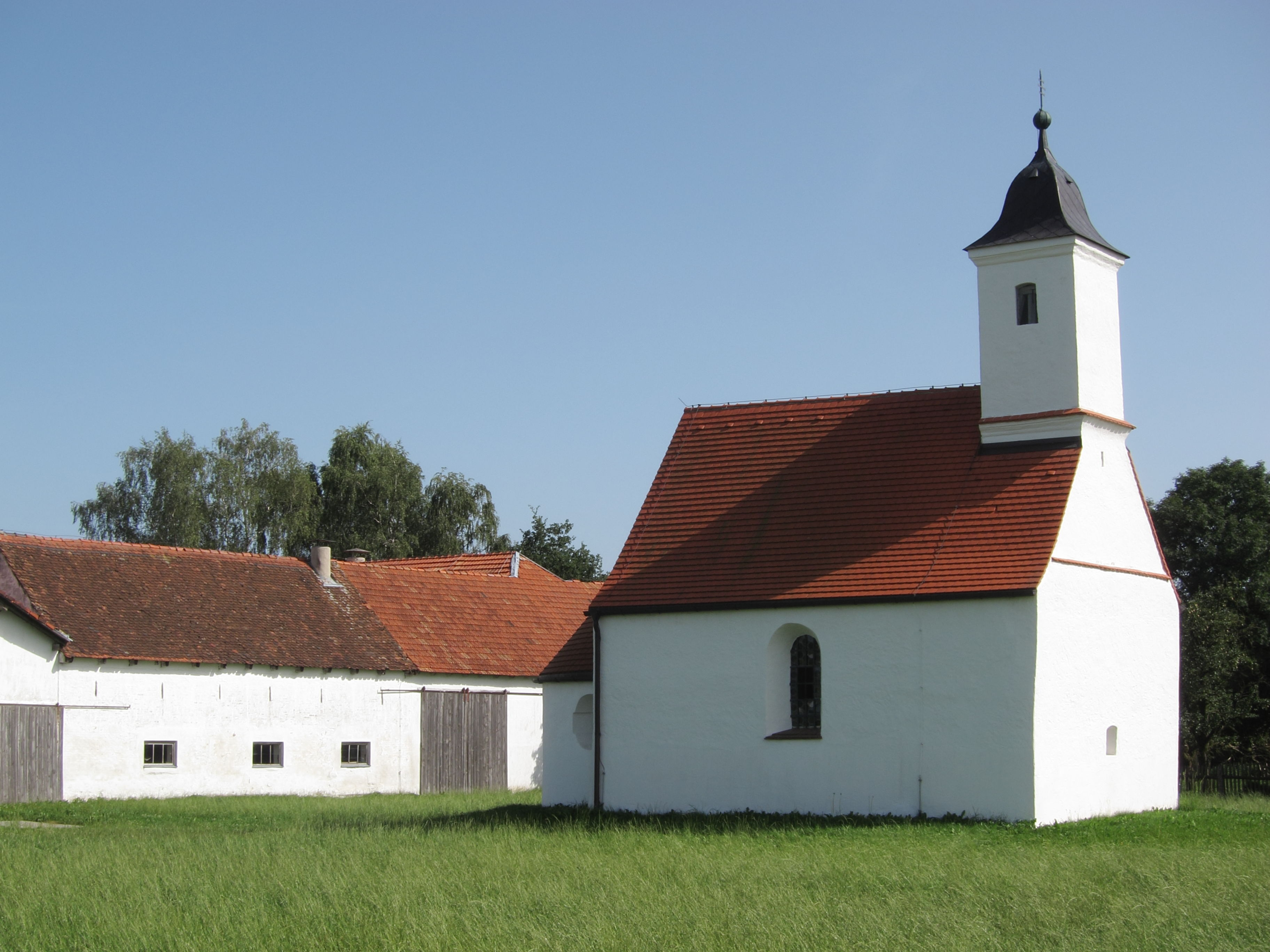
St. Ulrich in Pesenlern

Die römisch-katholische Filialkirche St. Ulrich steht in Pesenlern, einem Gemeindeteil des Marktes Wartenberg im oberbayerischen Landkreis Erding. Sie steht unter Denkmalschutz und wird in der Liste der Baudenkmäler in Wartenberg (Oberbayern) als Baudenkmal unter der Nr. D-1-77-143-13 geführt. Die Kirche gehört zum Dekanat Erding im Erzbistum München und Freising.

## Beschreibung
Die romanische Saalkirche wurde Ende des 12. Jahrhunderts erbaut. Sie besteht aus dem Langhaus und der halbrunden Apsis im Osten. Das Portal befindet sich an der Südwand des Langhauses. Dem Satteldach des Langhauses wurde über dem Giebel im Westen ein quadratischer barocker Dachreiter aufgesetzt, der mit einer Glockenhaube bedeckt ist.
Zur Kirchenausstattung gehört ein Altar aus dem 19. Jahrhundert, auf dessen Altarretabel Ulrich von Augsburg dargestellt ist.